# The Singles 1999-2006
The Singles 1999–2006 è la prima raccolta del gruppo musicale britannico Coldplay, pubblicata il 26 marzo 2007 dalla Parlophone.

## Descrizione
Si tratta di un box set che racchiude le versioni 7" di tutti i dieci singoli pubblicati dal gruppo nel Regno Unito tra il 1999 e il 2006, con l'aggiunta dei singoli internazionali Don't Panic, God Put a Smile upon Your Face e What If. Nel box set è incluso inoltre l'EP The Blue Room E.P. del 1999.

## Tracce
1. The Blue Room E.P.
2. Shiver/For You/Careful Where You Stand
3. Yellow/Help Is Around the Corner
4. Trouble/Brothers & Sisters
5. Don't Panic/You Only Live Twice (Live from Norway)
6. In My Place/One I Love
7. The Scientist/1.36/I Ran Away
8. Clocks/Crests of Waves
9. God Put a Smile upon Your Face/Murder
10. Speed of Sound/Things I Don't Understand
11. Fix You (Edit)/The World Turned Upside Down
12. Talk (Radio Edit)/Gravity
13. What If/How You See the World (Live from Earls Court)
14. The Hardest Part/Pour Me (Live at the Hollywood Bowl)